# Le Capitaine Nemo et la Ville sous-marine
Pour plus de détails, voir Fiche technique et Distribution.
Le Capitaine Nemo et la Ville sous-marine (titre original : Captain Nemo and the Underwater City) est un film britannique de James Hill sorti en 1969.

## Synopsis
Le Capitaine Nemo et son sous-marin recueillent quelques survivants d'un navire coulé. Il décide de les emmener découvrir une cité sous-marine où ils pourraient passer le restant de leurs vies.

## Fiche technique
- Titre original : Captain Nemo and the Underwater City
- Réalisation : James Hill
- Scénario : Pip Baker, Jane Baker et R. Wright Campbell d'après le roman Vingt Mille Lieues sous les mers de Jules Verne
- Costumes : Olga Lehmann
- Décors : Bill Andrews
- Photographie : Alan Hume
- Montage : Bill Lewthwaite
- Musique : Walter Stott
- Production : Bertram Ostrer
- Pays de production : Royaume-Uni
- Format : Couleur (Metrocolor) - 2,35:1 - 35 mm - Son mono
- Genre : Aventure et fantastique
- Durée : 105 minutes
- Date de sortie :
  - Royaume-Uni : juillet 1969
  - Allemagne de l'Ouest : 19 décembre 1969
  - États-Unis : 7 octobre 1970 (New York)

## Distribution
- Robert Ryan (VF : Jean Martinelli) : le Capitaine Nemo
- Chuck Connors (VF : Jean-Claude Michel) : le sénateur Robert Fraser
- Nanette Newman (VF : Joëlle Janin) : Helena Beckett
- Luciana Paluzzi (VF : Régine Blaess) : Mala
- John Turner (VF : Jean-Claude Balard) : Joab
- Bill Fraser (VF : Philippe Dumat) : Barnaby (Barnabé en VF) Bath
- Kenneth Connor (VF : Raoul Curet) : Swallow Bath
- Allan Cuthbertson (VF : Jean-Louis Jemma) : Lomax
- Christopher Hartstone : Phillip Beckett
- Ian Ramsey : Adam
- John Moore : Skipper